# Z-RAM
In informatica ed elettronica una Z-RAM (acronimo dell'inglese Zero (Capacitor) Random Access Memory, lett. "memoria ad accesso casuale senza condensatori") è un tipo di RAM sviluppata tra il 2002 e il 2010 dalla Innovative Silicon (ISi), azienda fondata dallo scienziato Serguei Okhonin e dedita allo sviluppo di questa tecnologia. La Z-RAM è basata sull'impiego della tecnologia SOI (Silicon-On-Insulator) e secondo la Advanced Micro Devices (AMD) potrebbe, entro pochi anni, trovare impiego nei futuri microprocessori soppiantando le memorie attuali.
Caratteristiche importanti di tali memorie sono una velocità di accesso alle celle di memoria simile a quella delle SRAM impiegate attualmente nelle memorie cache ma, cosa ancora più importante, è l'utilizzo di un unico transistor per cella, consentendo ovviamente una più alta densità di memoria a parità di spazio fisico occupato.
La ragione per cui si è scelto di sperimentare una nuova tecnologia piuttosto che insistere su quella già esistente è sostanzialmente unica. 
La Bulk CMOS costituisce la principale tecnologia oggi in uso per lo sviluppo di sistemi ULSI (Ultra Large Scale Integration). In questi ultimi anni si è puntato tanto sullo scaling dei circuiti CMOS al fine di ottenere sistemi compatti e versatili che oggi caratterizzano buona parte della nostra vita.
Tuttavia, questa tecnica sta raggiungendo il suo limite: la strategia di ridurre le dimensioni dei transistori non è applicabile all'infinito, dunque sorge l'esigenza di rivolgere lo sguardo verso nuove tecnologie. Tra queste riveste una notevole importanza la Silicon-On-Insulator (Silicio su isolante).
Questo tipo di tecnologia presenta notevoli vantaggi ma è ancora abbastanza costosa se paragonata alla più comune CMOS.
Costruite con la tecnologia SOI, le Z-RAM sfruttano l'effetto del Floating body effect grazie al quale si viene a creare capacità fra il corpo del transistore e lo strato sottostante, separati da un terzo strato isolante di ossido. Il risultato è la possibilità di memorizzare un'informazione binaria, zero o uno, senza ricorrere all'impiego di condensatori (da qui il nome “Zero Capacitator”) e utilizzando un unico transistor per cella. Ciò le differenzia dalle memorie SRAM, che utilizzano ben 6 transistor per locazione di memoria e dalle DRAM che utilizzano una coppia transistore-condensatore in ciascuna cella.
Da ciò deriva un notevole incremento della densità di memorizzazione e tale guadagno in termini di densità produce effetti interessanti in termini di costi e performance. Maggiore densità significa minore distanza tra le diverse celle di memoria e dunque minore spazio che i dati devono percorrere con conseguente miglioramento dei tempi delle operazioni di lettura/scrittura dei dati in memoria.
Le Z-RAM si apprestano a diventare le memorie a più alta densità di memorizzazione disponibili sul mercato. Quanto alla velocità di accesso, invece, è grossomodo pari a quella delle attuali SRAM, almeno se considerata a livello della singola cella di memoria. Tuttavia è quando si considerano spazi più ampi, come quelli di un modulo di memoria, che emergono le differenze sostanziali fra SRAM e Z-RAM.
Ecco quanto afferma Jeff Lewis vice presidente addetto al Marketing in un'intervista al sito Digitimes.com:
«Since Z-RAM is much denser than SRAM, where the memory block is very large, you can actually see the relative difference between SRAM and Z-RAM shrinking. SRAM starts out as a faster technology, but as its blocks become very large, Z-RAM starts approaching the speed of SRAM. it's quite possible the Z-RAM would be faster than the SRAM, simply because the physical dimensions of the SRAM, the wires, the length of the traces, and so on, have a net effect of slowing SRAM's operational speed.»
Proprio per questa ragione, è poco probabile l'impiego della Z-RAM come cache L1 nei moderni PC delle nostre case, giacché non comporterebbe vantaggi sostanziali. È molto più plausibile l'impiego di tale memoria nei grossi sistemi di elaborazione dotati di numerose unità di calcolo in parallelo e dove la memoria richiesta ha dimensioni notevoli. In questi casi la Z-RAM offre velocità pari, o addirittura superiori, a quelle delle SRAM (con tempi di risposta pari a 3ns) ma richiede molto meno spazio; basti pensare che la densità di memorizzazione è ben 5 volte superiore a quella delle attuali SRAM, e dunque a parità di capacità di memoria, un modulo di Z-RAM occuperà 1/5 dello spazio richiesto da un modulo di SRAM.
Ecco quanto afferma Mark-Eric Jones, l'amministratore delegato dell'azienda americana nella stessa intervista:
«You asked whether Z-RAM could be used in place of SRAM, as L1 cache. For standalone microprocessors, where you're looking at gigahertz speeds, no. But if you're looking at an embedded processor, where the speed may be down in the hundreds of megahertz region, there you certainly could use Z-RAM for L1 cache, but probably not for very small L1 caches. You could use Z-RAM where the memory requirement is very large.»
Forse per i costi di produzione maggiori e per la sostanziale parità nella velocità, la Intel, nota azienda multinazionale produttrice di microprocessori, sembra aver snobbato la nuova tecnologia, preferendo continuare a puntare sulla CMOS.
Paragonando un wafer realizzato in bulk CMOS con uno SOI, infatti, sarà quest'ultimo ad avere un costo più elevato, seppur composto da meno maschere.
Sebbene l'AMD sia stata la prima a puntare su questa nuova tecnologia, è la Hynix a programmare di portarla sul mercato nei prossimi anni.